# Joaquín Miguel Gutiérrez (Villaflores)
Joaquín Miguel Gutiérrez es una localidad del estado mexicano de Chiapas. Es parte del municipio de Villaflores.

## Toponimia
El nombre de la localidad rinde homenaje a Joaquín Miguel Gutiérrez,  partidario de la unificación de Chiapas y México.

## Demografía
| Gráfica de evolución demográfica |
|                                  |

| Censo | Población |
| ----- | --------- |
| 1940  | 178       |
| 1950  | 401       |
| 1960  | 855       |
| 1970  | 814       |
| 1980  | 1 057     |
| 1990  | 1 332     |
| 2000  | 1 400     |
| 2010  | 1 663     |
| 2020  | 1 904     |